# Franz Krones
Franz Krones Ritter von Marchland (Uherský Ostroh, 19 novembre 1835 – Graz, 17 ottobre 1902) è stato uno storico austriaco.

## Biografia
Studiò storia all'Università di Vienna, dove dal 1854 frequentò le lezioni presso l'Institut für Österreichische Geschichtsforschung (Istituto per la ricerca storica austriaca). Dopo la laurea, insegnò alla Rechtsakademie di Kaschau e al ginnasio di Graz. Nel 1864 divenne professore associato e, l'anno seguente, fu nominato professore ordinario di storia austriaca all'Università di Graz. In due diverse occasioni fu preside all'università (1868/69 e 1872/73) e nel 1876/77 prestò servizio come rettore.

## Opere principali
- Ungarn unter Maria Theresia und Joseph II. 1740–1790 (1871).
- Handbuch der Geschichte Österreichs von der ältesten bis zur neuesten Zeit (5 volumi, 1876–79).
- Zur Geschichte des deutschen Volksthums im Karpatenlande, 1878.
- Grundriß der Oesterreichischen Geschichte mit besonderer Rücksicht auf Quellen- und Literaturkunde, 1882.
- Geschichte der Karl-Franzens-Universität in Graz, 1886.
- Die deutsche Besiedlung der östlichen Alpenlan̈der, insbesondere Steiermarks, Kärntens und Krains, nach ihren geschichtlichen und örtlichen Verhältnissen, 1889.
- Feldmarschall Radetzky. Ein Lebensbild, 1891.
- Verfassung und Verwaltung der Mark und des Herzogthums Steier von ihren Anfängen bis zur Herrschaft der Habsburger, 1897.
- Landesfürst, Behörden und Stände des Herzogthums Steier. 1283–1411 (1900).
- Oesterreichische Geschichte (con Karl Uhlirz; 2 volumi, 1906).[3][4]